# Feedback '86
Feedback '86 è un album del chitarrista britannico Steve Hackett, pubblicato nel 2000, anche se la maggior parte dei brani era già stata registrata nel 1986, ma non pubblicata a causa dell'entrata del chitarrista nel gruppo GTR.

## Collaborazioni
L'album vede la collaborazione di Chris Thompson, Brian May e Bonnie Tyler.

## Tracce
1. "Cassandra" – 4:07, con Chris Thompson
2. "Prizefighters" (Hackett, Steve Howe) – 5:13 con Bonnie Tyler
3. "Slot Machine"- 4:00 con Chris Thompson
4. "Stadiums of the Damned" – 4:42 –
5. "Don't Fall" – 4:25 –
6. "Oh How I Love You" – 3.25
7. "Notre Dame des Fleurs" – 3:11
8. "The Gulf" – 7:21

## Musicisti
- Steve Hackett – chitarra
- Brian May – chitarra
- Pete Trewavas – basso
- Nick Magnus – tastiera
- Ian Mosley –  batteria
- Bonnie Tyler – voce
- Chris Thompson – voce